# Banor med 760 mm spårvidd
Den här artikeln handlar om järnvägar.  760 mm är även normalt lufttryck mätt i den äldre enheten mmHg.
Banor med 760 mm spårvidd finns eller fanns det i:
- Bosnien
- Bulgarien
- Italien Mori–Arco–Riva del Garda
- Jugoslavien
- Kroatien
- Rumänien
- Serbien: Šarganska osmica, Šabac–Banja Koviljača
- Slovakien: Ružomberok–Korytnica, Považská lesná železnica, Trenčianska Teplá–Trenčianske Teplice,
- Slovenien: Triest–Parenzo
- Tjeckien: Jindřichohradecké místní dráhy, Třemešná ve Slezsku–Osoblaha
- Ukraina: Berehove
- Ungern: vid Kecskemét, Szalajka-Järnväg, Széchenyi-Museijärnväg, Felsőtárkány
- Österrike: Tschagguns–Partenen, Bregenzerwaldbahn, Waldbahn Deutschlandsberg, Feistritztalbahn, Gurktalbahn, Höllentalbahn (Niederösterreich), Klammbachwaldbahn, Lokalbahn Ober-Grafendorf–Gresten, Mariazellerbahn, Lokalbahn Mixnitz–Sankt Erhard, Murtalbahn, Pinzgauer Lokalbahn, Salzkammergut-Lokalbahn, Stainzerbahn , Steyrtalbahn, Straßenbahn Ybbs, Taurachbahn, Thörlerbahn, Vellachtalbahn, Waldbahn Reichraming, Waldviertler Schmalspurbahnen, Ybbstalbahn, Zillertalbahn